# Rétonval
Rétonval é uma comuna francesa na região administrativa da Normandia, no departamento de Sena Marítimo. Estende-se por uma área de 5,58 km². Em 2010 a comuna tinha 193 habitantes (densidade: 34,6 hab./km²).